# Real jardín de las plantas medicinales
El Real jardín de las plantas medicinales (en francés: Jardin royal des plantes médicinales) es un jardín botánico e institución de investigación de historia natural situado en París y que, creado en 1626 por Luis XIII de Francia bajo la iniciativa del médico parisino Guy de La Brosse, existió de 1635 a 1793 como una de las instituciones científicas oficiales de la realeza francesa. El jardín fue oficialmente declarado activo en 1635 y abierto al público en 1640. Conocido también como el Jardín del Rey (Jardin du Roy), en él se cultivaban plantas medicinales, especímenes botánicos europeos y exóticos, y se conservaban en él especímenes de historia natural de todo tipo como muestras secas de plantas, pieles y esqueletos de animales, minerales, y curiosidades varias adquiridas en viajes de exploración. En el año 1793, con la Revolución francesa, el Jardín de las Plantas Medicinales se convirtió en el actual Museo Nacional de Historia Natural de Francia.
Es uno de los organismos científicos oficiales franceses más antiguos abierto un siglo después del Collège royal (1530) pero antes que la Academia de Ciencias de Francia (1666) y el Observatorio de París (1672).

## Historia
En 1633 Guy de la Brosse (1586-1641), ejerció influencia sobre Luis XIII del cual era médico y gracias al apoyo de Jean Héroard (1550-1628), y del cardenal Richelieu (1585-1642), obtiene la creación de un jardín botánico de plantas medicinales. Este jardín se inauguró oficialmente en 1640 con el nombre de Jardin royal des plantes médicinales.
Este proyecto suscitó numerosas oposiciones entre las cuales la de la facultad de medicina de la Universidad de París que veía un concurrente respeto a la enseñanza universitaria, puesto que la enseñanza en el Jardín del Rey estaba abierta a todo el mundo y se hacía en francés y no en latín como se hacía a la Universidad. Los profesores del Jardín del Rey provenían de la Universidad de Montpellier que era rival de la de París. Luis XIII no permitió que el Jardín del Rey expidiera diplomas y hasta la Revolución francesa sólo contaba con tres profesores: de botánica, anatomía y química. 
Tras un periodo de declive, Colbert y Fagon aseguró el éxito científico con un equipo dónde se encontraban Christophe Glaser, Joseph Pitton de Tournefort, Antoine-Laurent de Jussieu. En 1718, el Jardin royal des plantes médicinales pasó a ser el Jardin royal des plantes.
Fue nombrado Buffon como intendente del Jardín en el 1739 hasta 1788 y durante la Revolución francesa el jardín y sus instalaciones pasan a ser el Museo nacional de historia natural. 

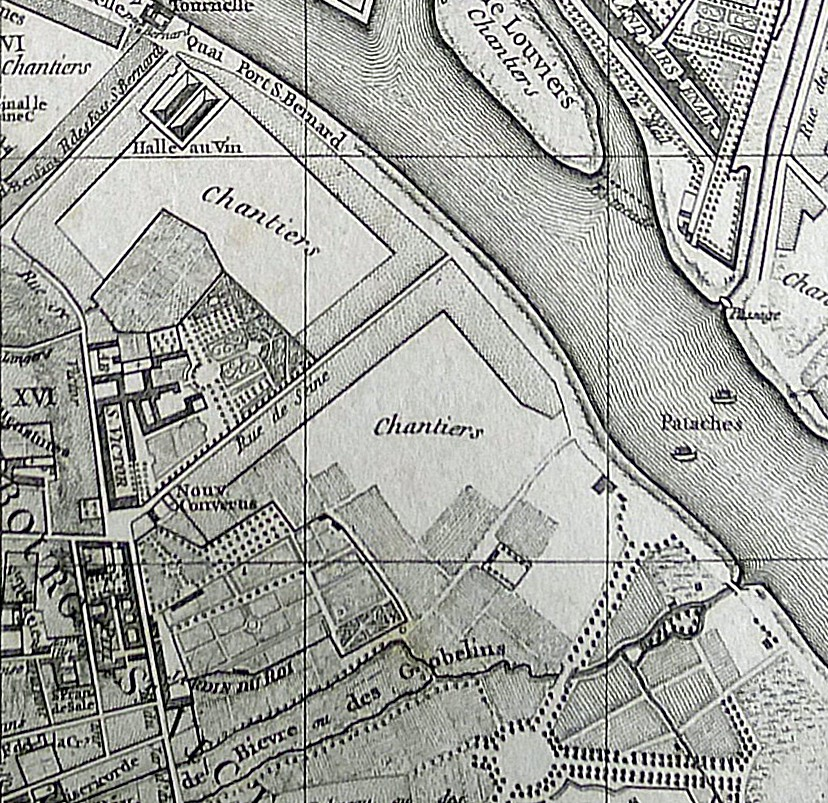
El Jardín du Roy en 1700, plano publicado en 1760 por Vaugondy.

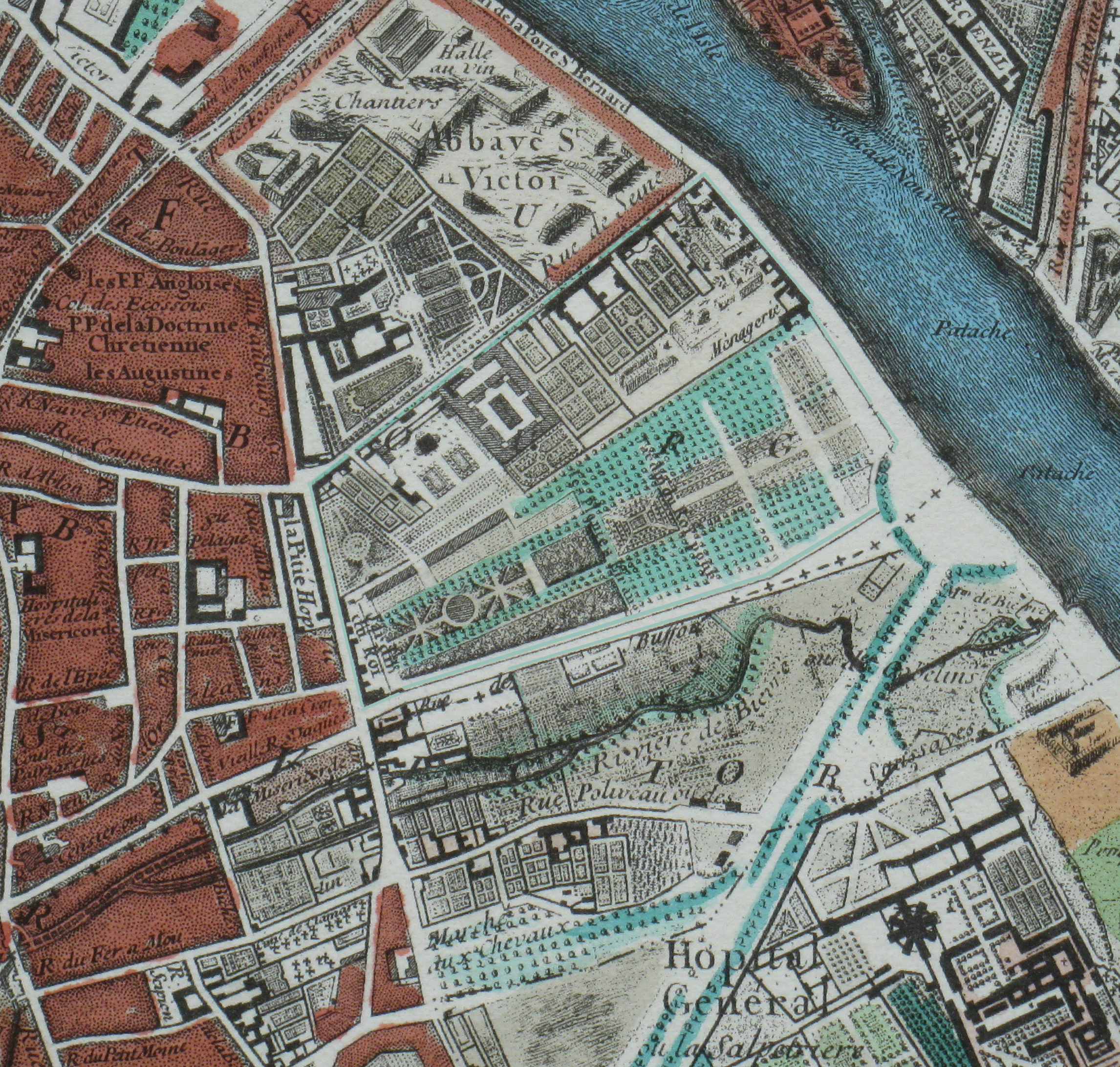
El Jardin du roi en 1730, plano de París de Roussel

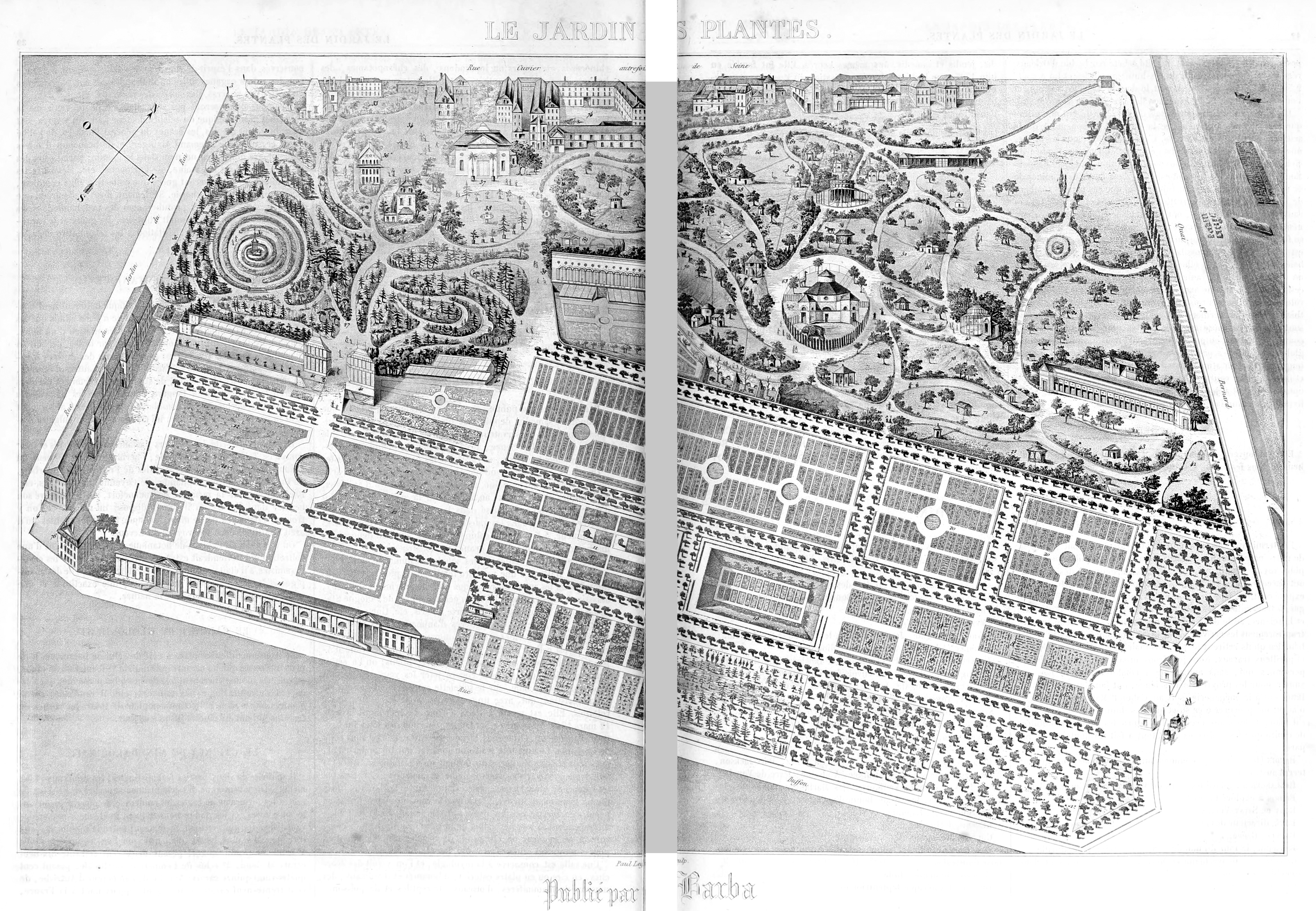
El Jardín de plantas de París en 1851

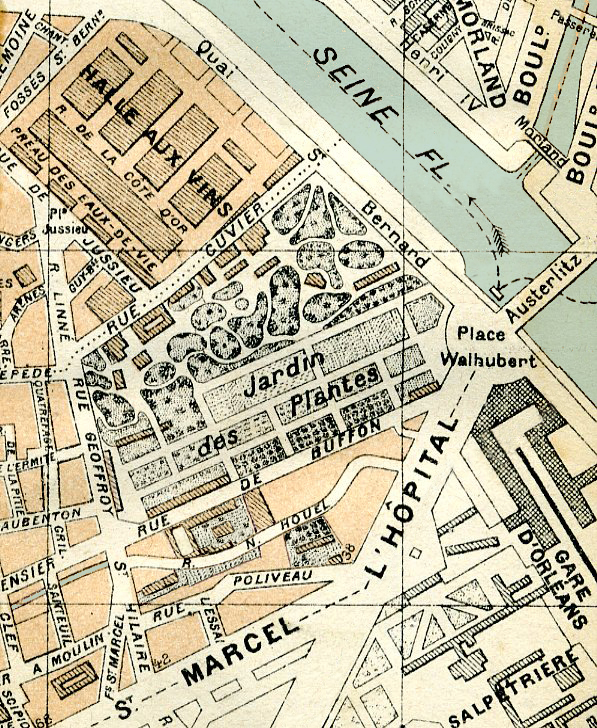
El Jardín de plantas en 1885, plano de París de Guillemin.

## Superintendentes
- 1640 a 1643 : Charles Bouvard, primer médico del rey.
- 1643 a 1646 : Jacques Cousinot, primer médico del rey.
- 1646 a 1652 : François Vautier, primer médico del rey.
- 1652 a 1671 : Antoine Vallot, primer médico del rey.
- 1671 a 1683 : Jean-Baptiste Colbert, superintendente de los edificios.
- 1683 a 1691 : François Michel Le Tellier de Louvois, superintendente de los edificios.
- 1691 a 1698 : Édouard Colbert, marqués de Villacerf, superintendente de los edificios.
- 1699 a 1718 : Guy-Crescent Fagon, primer médico del rey.
- 1718 a 1732 : Pierre Chirac, primer médico del regente.
- 1732 a 1739 : Charles François de Cisternay du Fay.
- 1739 a 1788 : Georges-Louis Leclerc de Buffon.
- 1788 a 1791 : Auguste Charles César de Flahaut de La Billarderie.
- 1792 a 1793 : Jacques-Henri Bernardin de Saint-Pierre.

## Intendentes
- 1635 a 1641 : Guy de la Brosse.
- 1641 a 1646 : Michel Bouvard.
- 1646 a 1653 : William Davisson.
- 1672 a 1693 : Antoine d'Aquin, primer médico del rey.
- 1693 a 1698 : Guy-Crescent Fagon, primer médico del rey.

## Cátedra de botánica

### Cátedra principal: Cátedra de profesor
- 1635 a 1643 : Jacques Cousinot.
- 1643 a 1664 : Jean Bourgoin.
- 1664 a 1673 : Louis-Henri-Thomas d'Aquin.
- 1673 a 1708 : Pierre d'Aquin.
- 1708 : Joseph Pitton de Tournefort.
- 1709 a 1710 : Antoine-Tristan Danty d'Isnard.
- 1710 a 1758 : Antoine de Jussieu.
- 1758 a 1786 : Louis-Guillaume Le Monnier.
- 1786 a 1793 : René-Louiche Desfontaines.

### Cátedra secundaria: Plaza de demostrador
- 1635 a 1662 : Vespasien Robin.
- 1664 a 1671 : Denis Joncquet.
- 1671 a 1708 : Guy-Crescent Fagon.
- 1708 a 1722 : Sébastien Vaillant.
- 1722 a 1777 : Bernard de Jussieu.
- 1777 a 1793 : Antoine-Laurent de Jussieu.

## Cátedra de química

### Cátedra principal: Cátedra de profesor
- 1635 a 1665 : Urbain Baudinot.
- 1665 a 1672 : Guy-Crescent Fagon sustituto.
- 1672 a 1686 : Guy-Crescent Fagon.
- 1686 a 1695 : Simon Boulduc.
- 1695 a 1707 : Antoine de Saint-Yon.
- 1707 a 1709 : Louis Lémery remplaçant.
- 1709 a 1712 : Claude Berger.
- 1712 a 1730 : Étienne François Geoffroy.
- 1730 a 1743 : Louis Lémery.
- 1743 a 1771 : Louis-Claude Bourdelin.
- 1771 a 1784 : Pierre Joseph Macquer
- 1784 a 1793 : Antoine-François Fourcroy.

### Cátedra secundaria: Plaza de demostrador
- 1648 a 1651 : William Davisson.
- 1652 a 1660 : Nicaise Le Febvre.
- 1660 a 1671 : Christophe Glaser.
- 1671 a 1680 : Moyse Charas.
- 1680 : Antoine Josson.
- 1681 a 1684 ? : Sébastien Matte La Faveur.
- 1695 a 1729 : Simon Boulduc.
- 1729 a 1742 : Gilles-François Boulduc.
- 1743 a 1768 : Guillaume-François Rouelle.
- 1768 a 1779 : Hilaire-Marin Rouelle.
- 1779 a 1793 : Antoine-Louis Brongniart.

## Cátedra de anatomía

### Cátedra principal: Cátedra de profesor
- 1635 a 1669 : Marin Cureau de La Chambre (1594-1669).
- 1671 a 1680 : François Cureau de La Chambre (1630-1680).
- 1682 a 1718 : Joseph-Guichard Duverney (1648-1730).
- 1718 a 1729 : Emmanuel-Maurice Duverney (1688-1761).
- 1730 a 1742 : François-Joseph Hunauld (1701-1742).
- 1743 a 1751 : Jacques-Bénigne Winslow (1669-1760).
- 1751 a 1769 : Antoine Ferrein (1693-1769).
- 1769 a 1778 : Antoine Petit (1722-1794).
- 1778 a 1793 : Antoine Portal (1742-1832).

### Cátedra secundaria: Plaza de demostrador
- 1727 a 1748 : Christophle dit Jacques-François-Marie Duverney.
- 1748 a 1764 : Antoine Mertrud.
- 1764 a 1787 : Jean-Claude Mertrud.
- 1787 a 1793 : Antoine-Louis-François Mertrud.